# Białodworskie Zagroble

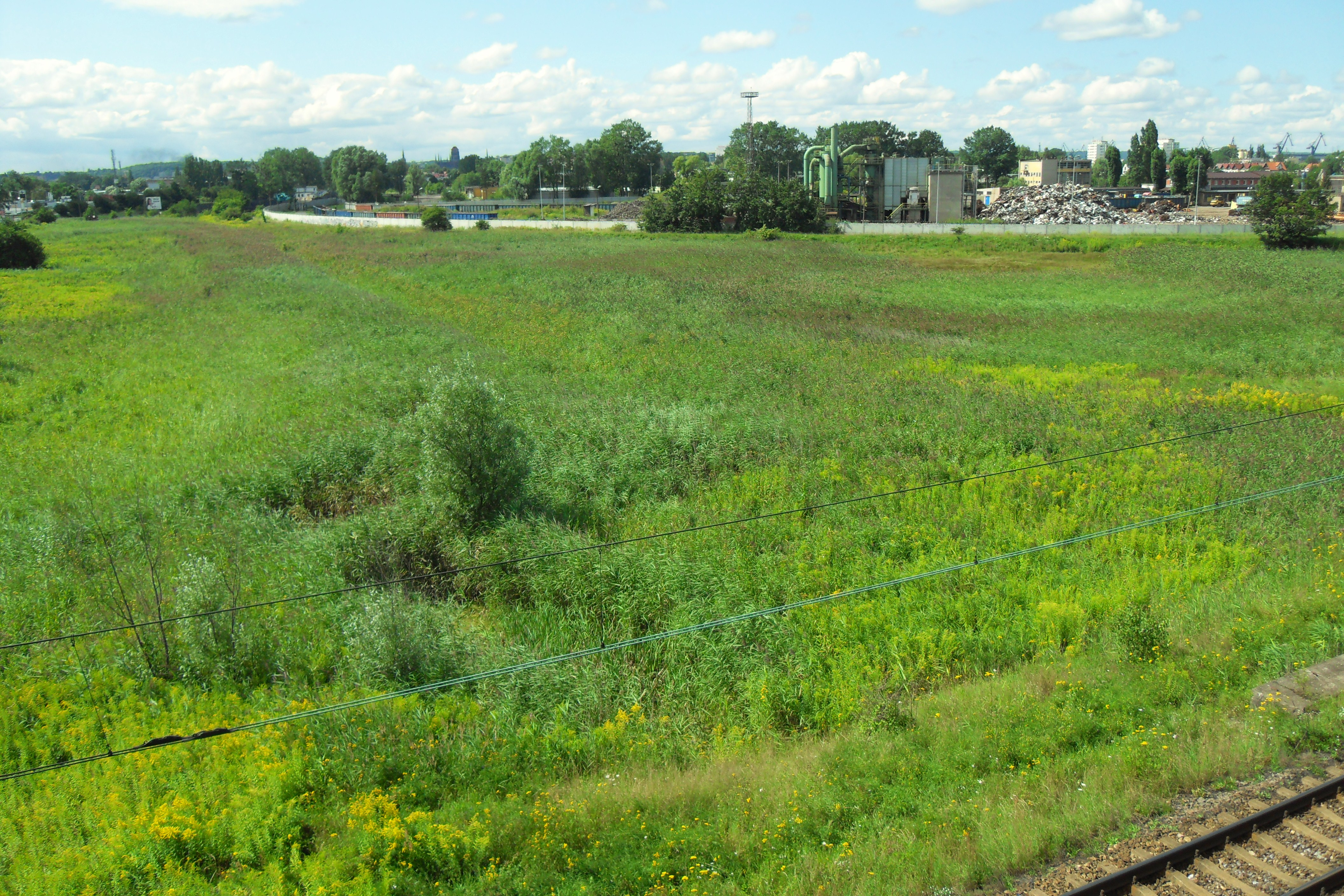
Mittlerer Teil des Gebiets

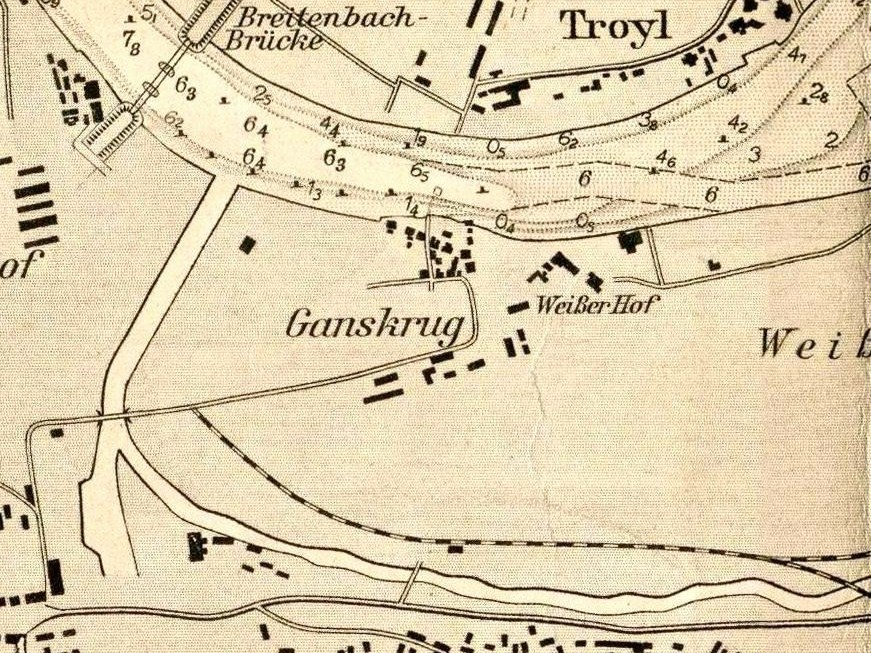
Westlicher Teil des Weißhöfer Außendeichs (Kartenausschnitt, 1909)

Die Białodworskie Zagroble (deutsch Weißhöfer Außendeich) ist ein Stadtteil von Danzig (Gdańsk) in der Woiwodschaft Pommern in Polen. Er liegt im Stadtbezirk Rudniki (Bürgerwiesen/Plehnendorf), grenzt im Norden an die Martwa Wisła (Tote Weichsel) und ist nach dem Biały Dworek (Weisshof) benannt.

## Geographie
Das Gebiet hat eine Fläche von nahezu zwei km² (199,3 Hektar). Es wird heute von der Rozwójka (Rosawoyka, ehemals Roßlache) umflossen, die Nordgrenze bildet die Martwa Wisła. Im Westen liegt Gęsia Karczma (Ganskrug), im Osten Rückfort (Reduta Płońska), jenseits der Rozwójka Kneipab im Westen, Błonia (Bürgerwiesen) im Süden und Płonia (Plehnendorf) im Osten.

## Geschichte
Von 1342 bis 1454 war das Gebiet im Besitz des Deutschen Ordens. Die Roßlache wurde 1342 urkundlich als Grenze zu den Gütern der Stadt Danzig mit den Bürgerwiesen genannt. Eine Brücke führte bei Kneipab über den Wasserlauf und verband die Stadt Danzig mit Plehnendorf. Die Roßlache (1440 erstmals Rosewoyke, zuletzt Rosawoyka) floss vor dem Weichseldamm, der in der ersten Hälfte des 14. Jahrhunderts erbaut wurde. Zwischen diesem und der Danziger Weichsel, die damals noch ein bedeutender Mündungsarm war, gelegen, erhielt das Gebiet nach dem Weißhof seinen Namen „Weißhöfer Außendeich“. Als Wohnplatz gehörte dieser zu Strohdeich (Sienna Grobla). Das Gutshaus Weißhof wurde 1628 erstmals erwähnt. Jenseits der Weichsel lag der Hospital Krug.
Im Jahr 1877 kam das Gebiet zur Stadt Danzig. Es hatte damals 1060 Einwohner. Von Ganskrug führte ein Fähre zum Troyl (heute: Stadtbezirk Przeróbka). Im Osten des Gebiets lagen zwei dampfbetriebene Sägemühlen an der Weichsel. Im Jahr 1905 wurde die Holmbahn gebaut. Sie überbrückte mit einer Drehbrücke die Tote Weichsel und führte bis zum Holm (Ostrów, Insel). Eine feste Brücke wurde 2016 eröffnet. Beim Bau der Breitenbach-Brücke (Most Siennicki) wurde vor 1909 eine neue Mündung der Rosawoyka bei Ganskrug angelegt, die auch das Wasser des Mottlau-Umfluters (Opływ Motławy) aufnimmt. Im Westen des Weißhöfer Außendeichs wurde 1905 der Güterbahnhof Danzig-Strohdeich angelegt. Der Weißhof (häufig auch Weißer Hof) erhielt 1948 den amtlichen Namen Biały Dworek.
Das Gebiet ist heute Industriegelände. Zum Güterbahnhof Gdańsk Grobla (übersetzt „Danzig Deich“) führt noch ein 1,44 Kilometer langes Gleis. Der größte Teil des stillgelegten Bahnhofs wird von einem großen Schrottplatz eingenommen.